# Lijst van county's in Maryland
De Amerikaanse staat Maryland is onderverdeeld in 23 county's. Daarnaast is er de onafhankelijke stad (independent city), Baltimore, die bij geen enkele county hoort. Het stadsbestuur neemt ook de taken die horen bij een county op zich.

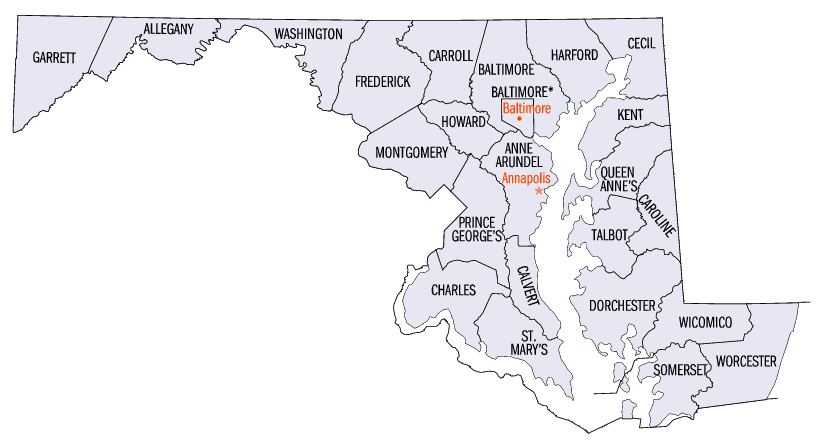
County's van Maryland

| County           | Inwoners 1 juli 2007 | Hoofdplaats      | Inwoners 1 juli 2007 |
| ---------------- | -------------------- | ---------------- | -------------------- |
| Allegany         | 72.594               | Cumberland       | 20.676               |
| Anne Arundel     | 512.154              | Annapolis        | 36.603               |
| Baltimore County | 788.994              | Towson           | 54.051               |
| Calvert          | 88.223               | Prince Frederick | 1680                 |
| Caroline         | 32.910               | Denton           | 3833                 |
| Carroll          | 169.220              | Westminster      | 17.715               |
| Cecil            | 99.695               | Elkton           | 14.825               |
| Charles          | 140.444              | La Plata         | 8787                 |
| Dorchester       | 31.846               | Cambridge        | 11.796               |
| Frederick        | 224.705              | Frederick        | 59.220               |
| Garrett          | 29.627               | Oakland          | 1856                 |
| Harford          | 239.993              | Bel Air          | 9884                 |
| Howard           | 273.669              | Ellicott City    | 61.850               |
| Kent             | 19.987               | Chestertown      | 4899                 |
| Montgomery       | 930.813              | Rockville        | 58.706               |
| Prince George's  | 828.770              | Upper Marlboro   | 665                  |
| Queen Anne's     | 46.571               | Centreville      | 3322                 |
| Saint Mary's     | 100.378              | Leonardtown      | 2218                 |
| Somerset         | 26.016               | Princess Anne    | 2918                 |
| Talbot           | 36.193               | Easton           | 14.379               |
| Washington       | 145.113              | Hagerstown       | 39.640               |
| Wicomico         | 93.600               | Salisbury        | 27.883               |
| Worcester        | 49.374               | Snow Hill        | 2331                 |

## Onafhankelijke stad
| City              | Inwoners 1 juli 2007 | Hoofdplaats |
| ----------------- | -------------------- | ----------- |
| City of Baltimore | 637.455              | Baltimore   |

## Opgeheven county's
- Durham County: opgericht in 1669 uit delen van Somerset County en enkele nog niet ingedeelde gebieden. Opgeheven in 1672 nadat het grondgebied was toegewezen aan Worcester County.
- Old Charles County: opgericht in 1650 uit delen van Saint Mary's County. Opgeheven in 1654.
- Old Worcester County: opgericht in 1672 uit delen van Durham County en nog niet ingedeelde gebieden. Afgestaan bij een grenscorrectie met Delaware Colony nadat deze in 1685 werd opgericht.

Alabama · Alaska · Arizona · Arkansas · Californië · Colorado · Connecticut · Delaware · Florida · Georgia · Hawaï · Idaho · Illinois · Indiana · Iowa · Kansas · Kentucky · Louisiana · Maine · Maryland · Massachusetts · Michigan · Minnesota · Mississippi · Missouri · Montana · Nebraska · Nevada · New Hampshire · New Jersey · New Mexico · New York · North Carolina · North Dakota · Ohio · Oklahoma · Oregon · Pennsylvania · Rhode Island · South Carolina · South Dakota · Tennessee · Texas · Utah · Vermont · Virginia · Washington · West Virginia · Wisconsin · Wyoming